# François Tombalbaye
El François Tombalbaye   (Béssada, 15 de juny de 1918 - N'Djamena, 13 d'abril de 1975) en àrab: فرنسوا تومبالباي Franswā Tūmbālbāy, també anomenat N'Garta Tombalbaye des de 1973 fins a la seva mort, va ser professor i activista sindical que va ser el primer president del Txad. El cap del govern colonial de Txad i el seu partit governant, el Partit Progressista del Txad, després de 1959, Tombalbaye va ser nomenat cap de govern del país després de la seva independència l'11 d'agost de 1960. Va governar com a dictador fins a la seva deposició i assassinat per membres de l'Exèrcit del Txad el 1975.